# Anopheles dualaensis
Anopheles dualaensis är en tvåvingeart som beskrevs av Brunhes, Le Goff och Geoffroy 1999. Anopheles dualaensis ingår i släktet Anopheles och familjen stickmyggor.
Artens utbredningsområde är Kamerun. Inga underarter finns listade i Catalogue of Life.